# Еріка Ліндер
Еріка Ліндер (швед. Erika Linder; нар.. 11 травня 1990, Сундбюберг) — шведська модель та акторка, відома своєю андрогенною зовнішністю.

## Життєпис
Народилася в 1990 році. Її сім'я проживала в сільській місцевості недалеко від Стокгольма. У Еріки є сестра-близнючка, проти якої вона відчуває себе швидше братом. Саме тому багатьох цікавить орієнтація Еріки Ліндер.
З дитинства займалася творчістю. Особливо проявилася любов до музики. Еріка навчалася гри на гітарі та фортепіано, писала вірші. У 14 років на концерті її помітив представник модельного агентства. Ніколи не мріючи про модельну кар'єру, тому відмовила агентству.
У старших класах вивчала право і рік провчилася на мовному факультеті університету. До 19 років Ліндер також займалася футболом. Вона мріяла подорожувати й вирішила, що, працюючи моделлю, цю мрію легко здійснити.
Перші роки с моделінгу далися їй нелегко через високі підбори й короткі сукні. Але незабаром незвичайну зовнішність Ліндер стали використовувати по-іншому.
У 2011 році Ліндер привернула увагу яскравою фотосесією для журналу Candy, де постала в образі юного Леонардо Ді Капріо. На неї звернули увагу Том Форд і будинок моди Louis Vuitton, запропонувавши співпрацю. У 2014 році уклала контракт зі шведською компанією JC Jeans. Є моделлю провідного скандинавського агентства MIKAs.
У 2013 році Еріка Ліндер знялася в кліпі американської співачки Кеті Перрі на пісню Unconditionally, а у 2015-му з'явилася у відео Empire ісландців Of Monsters and Men. У 2016 році вона дебютувала в повнометражному кіно — еротичній мелодрамі «Нижче її губ», прем'єра якого відбулася на престижному кінофестивалі в Торонто. Втім, критика досить прохолодно зустріла картину. Так, на сайті Rotten Tomatoes фільм має тільки 20 % позитивних рецензій.

## Особисте життя
Проживає в Лос-Анджелесі.
Еріка Ліндер відкрита лесбійка.